# Sainte-Barbe (Vosges)
Sainte-Barbe ist eine französische Gemeinde im Département Vosges in der Region Grand Est (bis 2015 Lothringen). Sie gehört zum Arrondissement Épinal und zum Kanton Raon-l’Étape.

## Geografie
Das Gemeindeareal liegt am Westrand der Vogesen, etwa zwölf Kilometer nordöstlich von Rambervillers. Nachbargemeinden von Sainte-Barbe sind Deneuvre im Norden, Lachapelle und Thiaville-sur-Meurthe im Nordosten, Raon-l’Étape im Osten, Étival-Clairefontaine im Südosten, Saint-Benoît-la-Chipotte im Süden, Ménil-sur-Belvitte im Westen sowie Bazien im Nordwesten.

## Bevölkerungsentwicklung
| Jahr      | 1962 | 1968 | 1975 | 1982 | 1990 | 1999 | 2011 | 2020 |
| Einwohner | 356  | 321  | 292  | 267  | 251  | 251  | 277  | 271  |

## Sehenswürdigkeiten

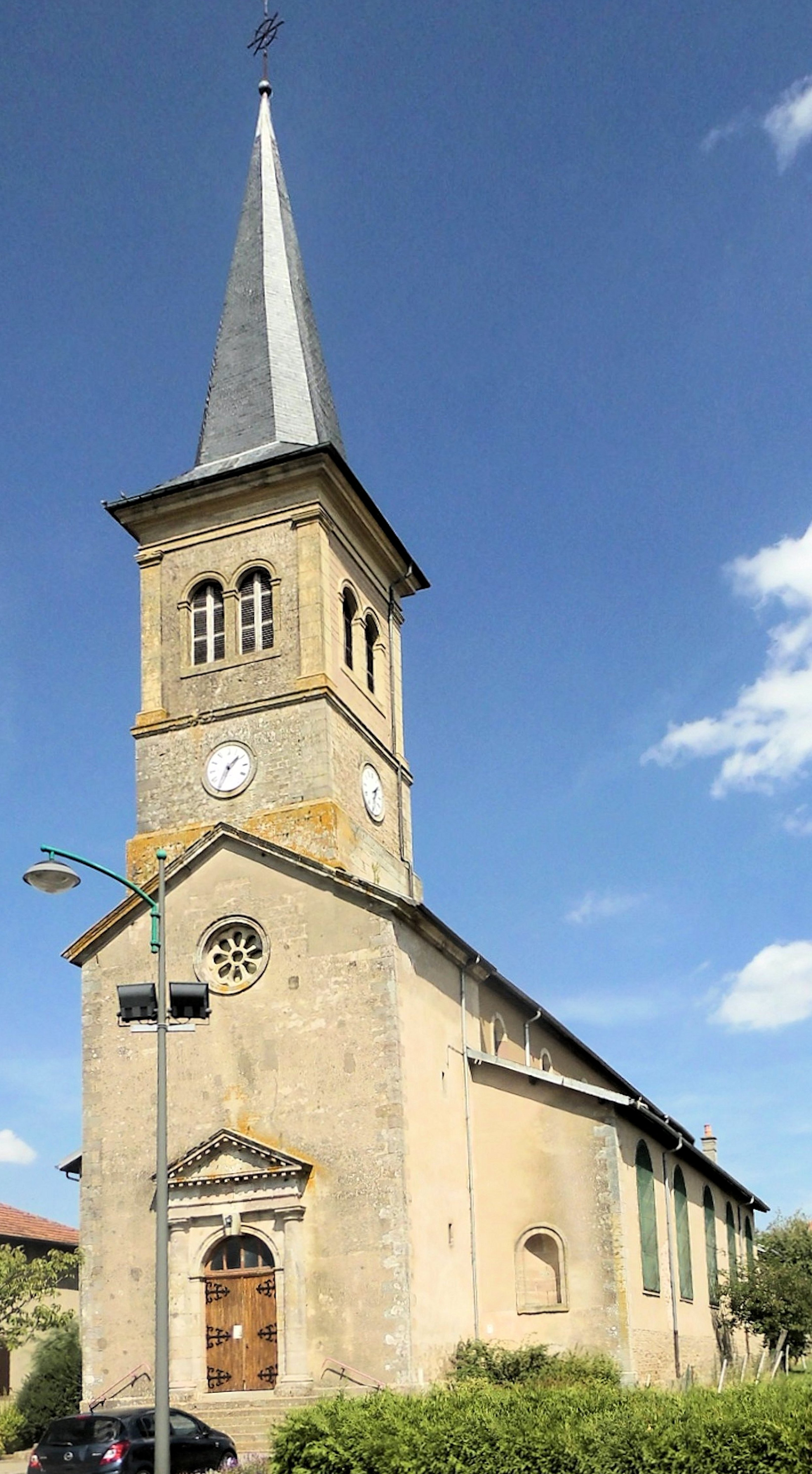
Kirche St. Barbara
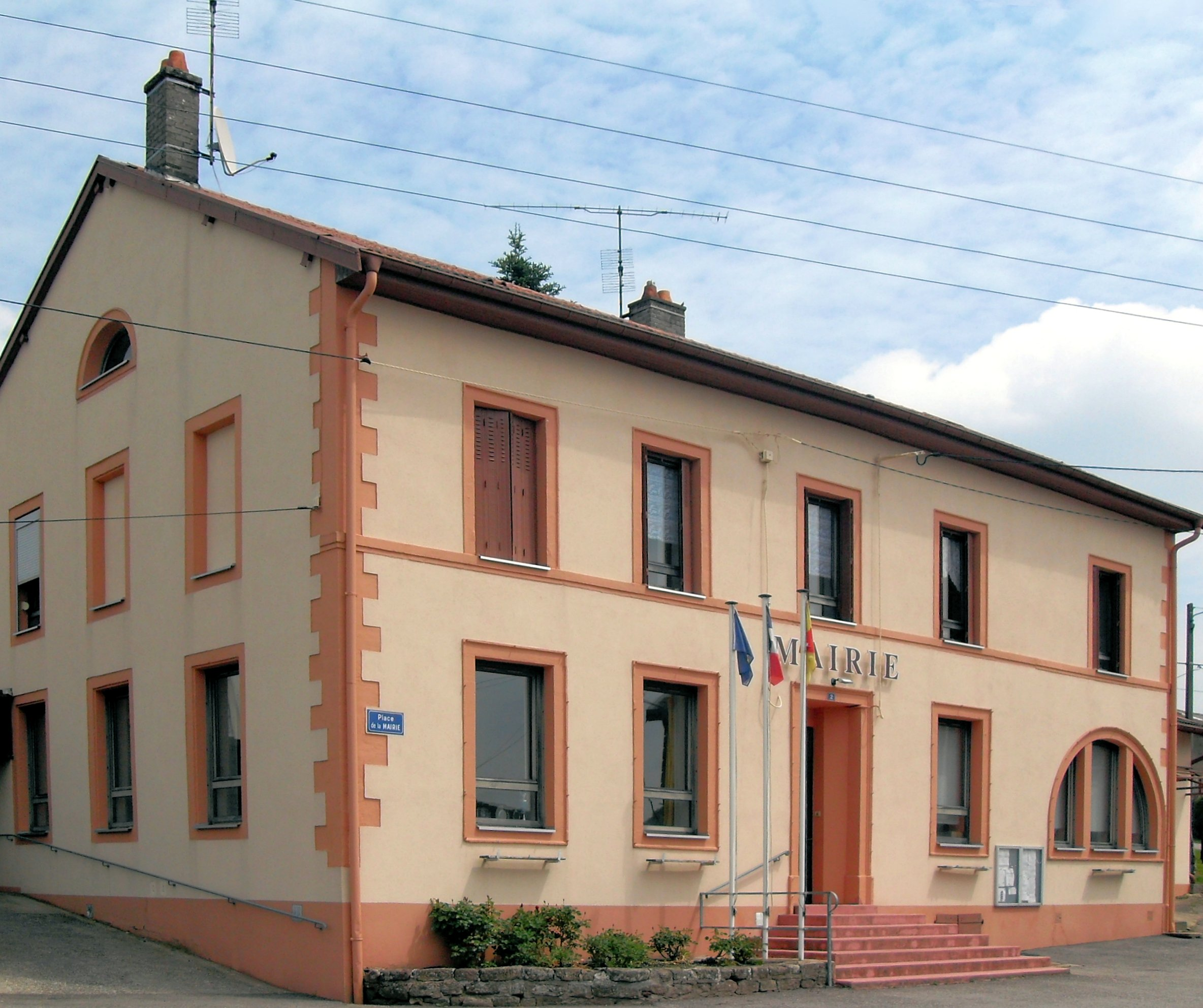
Rathaus

- Kirche St. Barbara
- Rathaus